# Défrichement en droit français
En droit français, le défrichement est régi par des lois et textes d'application réglementant la coupe forestière à destination de changement d'usage du sol. 
Elle résulte des rapports de force entre partis qui revendiquent l'occupation du territoire au nom d'autres intérêts que la forêt.
L'agriculture, l'urbanisation et la construction de voies de transport (routes, canaux, lignes à haute tension) ont été les principales sources de défrichement.
Au cours de temps, les rapports conflictuels entre ces activités ont généré une histoire législative complexe. A plusieurs époques, certains se sont interrogés sur la volonté réelle de l’État à freiner les défrichement, dont au cours des dernières décennies une administration manquant parfois de moyens, ce qui conduit parfois à « l'autorisation implicite » (par écoulement du temps). 
En France métropolitaine, de nos jours, cette législation est jugée complète et permettant de contrôler réellement les défrichements, pour peu que l'administration chargée de l'appliquer en ait les moyens. La situation s'avère plus complexe outre-mer, en Guyane notamment.

## Histoire législative
Selon l'Académicien Antoine César Becquerel (en 1865), « Les gouvernements ont toujours mis la propriété forestière sous un régime exceptionnel, attendu qu'au déboisement d'une contrée se rattachent une foule de questions d'intérêt général concernant l'état climatérique, l'aménagement des eaux, la conservation des montagnes, l'agriculture et les besoins publics et privés ; on conçoit, en effet, que ces questions ne permettent pas de placer les terres et les bois sur le même pied aux yeux de la loi (../..) Il est démontré, par de nombreux exemples puisés dans le passé, que toutes les fois qu'on a laissé aux particuliers la liberté d'user de leurs bois comme bon leur semblait, il en est résulté les plus grands abus, qui ont mis l'État à toutes les époques dans la nécessité d'intervenir pour y mettre un terme ». 
- Charlemagne constate une extension des défrichements dans son empire. 
Il réussit à les freiner (par ses Capitulaires), mais les défrichement reprendront avec la dissolution de son administration [1];
- Une ordonnance de 1376 prise par Charles V (renouvelée en 1402 par Charles VII de France et en 1515 par François Ier a le même but, mais, probablement pour ne pas indisposer les seigneurs, ni l'église, elle ne s'applique qu'aux forêts royales [1]. Les défrichements se poursuivent ailleurs ;
- En 1518, une ordonnance permet aux prélats, seigneurs, nobles et vassaux propriétaires de forêts d'user des dispositions de l'ordonnance de 1515 pour protéger leur bien d'une surexploitation par autrui. Mais il leur reste possible d'en disposer comme ils le souhaitent, et donc de défricher à leur guise ;
- Henri II en 1554, François II en 1550, Charles IX en 1563, Henri IV en 1597, réglementèrent aussi la forêt et les défrichements, mais un droit coutumier et des droits d'usage (en grande partie ensuite rachetés par l’État) ont favorisé parallèlement au déboisement la surexploitation des forêts protégées de France. Ces droits furent selon A.C Becquerel « concédés par les seigneurs et les corporations, qui, ne se contentant pas de déboiser pour attirer les colons sur leurs terres, leur concédèrent encore des droits d'usage ruineux pour les forêts, droits qui consistaient à couper du bois de chauffage et de construction pour leur usage, et à laisser pacager le bétail dont la dent meurtrière hâtait la destruction du bois. es usagers qui avaient liberté entière, se livraient encore à des industries qui employaient le bois comme matière première; ils formaient souvent des corporations qui bravaient les ordonnances; il existait effectivement des corporations de charbonniers, de boisseliers, de boisiers, de tourneurs, de sabotiers, de cendriers, de cercliers, etc., etc., qui par des accroissements successifs formèrent des villages et même des villes »[1] ;
- Un raffermissement de l'autorité du roi et de celle de l'administration sur la forêt (à partir de Colbert), et l'affranchissement des communes dont les citoyens qui avaient, notamment pour le bois d'œuvre et de boulange d'importants besoins de bois firent enfin cesser la déforestation. La coupe rase ou en taillis n'est pas interdite, mais le reboisement ou la continuité dans l'état de forêt sont obligatoires (sauf autorisation de l'administration).
- Sous Louis XIV, Vauban et Colbert sont confrontés à une telle dévastation qu'ils estiment que le bois va manquer pour le chauffage et pour des besoins stratégiques tels que le combustible nécessaire aux forges, verreries. Ils pensent aussi qu'il manquera plus encore pour les lourds besoins de la marine marchande et de guerre[1]. 
Une ordonnance de 1669 constitue l'esquisse du premier code forestier français. Le préambule de cette ordonnance témoigne du très mauvais état des forêts : « Quoique le désordre qui s'était glissé dans les eaux et forêts de notre royaume fût si universel et si invétéré que le remède en paraissait presque impossible, néanmoins le Ciel a tellement favorisé l'application de huit années que nous avons données au rétablissement de cette noble et précieuse partie de notre domaine, que nous la voyons aujourd'hui en état de refleurir plus que jamais, et de produire avec abondance au public tous les avantages que l'on peut espérer, etc. »[1] ; 
Puis de nouvelles ordonnances consacreront le principe de l'interdiction de défricher ; souvent abrogées, puis reprises en partie ou complétées, et plus ou moins respectées. Ces ordonnances portent notamment sur le droit de défricher.
- Sous Louis XV, le défrichement reprend. Alors que le roi, avec son ministre Joseph Marie Terray cherche à poursuivre une réforme fiscale (Terray), ses ministres (en 1770) lui rapportent que (Languedoc excepté) 359 282 arpents supplémentaires ont été défrichés[1].
- À la révolution française, la chasse n'a plus de freins et le défrichement reprend de plus belle. Les cahiers de doléances remis aux états généraux par les bailliages des provinces du Midi en 1789 contiennent des plaintes sur la disette et les coûts du bois et sur les abus du défrichement. Les plaignants demandent des mesures répressives pour prévenir ces abus, et punir les délits[1]. L'assemblée constituante apport un léger palliatif mais sous les conventionnels, les déprédations reprennent[1].
- Vient ensuite le consulat de Napoléon qui prend des mesures conservatrices. Il sépare aussi par décret[2] la partie administrative des eaux et forêts de la régie de l'enregistrement, afin de ne pas laisser les forêts à la libre disposition du ministre des finances, qui en usait suivant les besoins du moment, comme il est dit dans les considérants du décret, en le présentant au tribunat[1].
- Ensuite, les Assemblées législatives, jusqu'en 1859 continuent à réglementer le défrichement. En 1859, alors que le charbon diminue la pression sur la forêt, le législateur autorise[3] le défrichement de plus de 10 hectares après déclaration préalable à l'autorité compétente et en inventant au passage ou préfigurant la notion de forêt de protection. La loi précise en effet qu'une opposition au défrichement ne peut être faite par cette autorité pour les bois dont la conservation est reconnue nécessaire[1]:

1. « Au maintien des terres, sur les montagnes ou sur les pentes » ;
2. « À la défense du sol, contre les envahissements des fleuves, rivières ou torrents » ;
3. « À l'existence des sources et cours d'eau » ;
4. « À la protection des dunes, et des côtes, contre les érosions de la mer et l'envahissement des sables » ;
5. « À la défense du territoire, dans la partie de la zone frontière, qui sera déterminée par un règlement » ;
6. « À la salubrité publique ».

...autant de motifs dont l'importance ne sera jamais contestée, mais qui, faute de définition juridique précise s'avèreront difficile à déterminer, au détriment de la forêt, une fois encore.

## En France: Portées du code forestier et du code de l'urbanisme
La législation sur le défrichement est contenue dans le Code forestier, en son livre troisième. Le Code de l’urbanisme contient le régime des « espaces boisés classés » (EBC, articles L. 130-1 et suivants) mais aussi les « EBC significatifs », beaucoup plus contaignants (article L. 146-6). Ce régime vient compléter le Code forestier en interdisant strictement le défrichement dans ces espaces boisés classés et en réglementant certains types de coupe de bois (qui peuvent ne concerner qu’un seul arbre). Le Code forestier quant à lui indique dans son article L.341-3 que nul ne peut réaliser un défrichement sans avoir préalablement obtenu une autorisation. Pour autant, il existe certains cas d'exemption comme la surface du massif boisé dans lequel le défrichement est réalisé. Il n’en reste pas moins que la législation du Code forestier est le principal rempart contre le changement de destination des sols, la conversion du sol forestier en sol à bâtir apportant souvent une plus-value considérable qui est à l’origine depuis plusieurs décennies de très nombreux défrichements en France au XXe siècle.

### Champ d'application

#### Formations visées
Sont visés par le Code forestier les bois ou forêts, dont les taillis, peupleraies, plantation, formations d’arbres rivulaires (ripisylve), certains terrains non boisés à destination forestière (ex : le parterre des forêts incendiées, parterre de coupe rase...), cette liste n’étant pas exhaustive.
Toutefois, certaines actions ne constituent pas un défrichement. L'article L.341-2 du Code forestier les liste.

#### Acte
Sur ces formations végétales, est considéré comme un défrichement l’acte qui met fin à la destination forestière du sol, ou toute opération qui entraîne indirectement et à terme les mêmes conséquences. Ces nouvelles définitions renvoient aux anciens concepts de défrichement direct (ex : coupe et arrachage des souches) et au défrichement indirect (exploitation abusive suivie de pacage). De par leur formulation, elles ont un champ d’application plus large.
L’acte doit avoir été accompli avec volonté, ce qui ne requiert pas obligatoirement l’intention. Une faute d’imprudence peut donc entraîner le défrichement.

#### Opérations échappant à l'autorisation
Il existe toute une catégorie d’actes qui échappent à l’autorisation de défricher (article L.342-1 du Code forestier), soit qu’ils traduisent les intérêts de l’urbanisation ou plus souvent de l’agriculture (ex : remise en valeur d’anciens terrains de culture envahis par une végétation spontanée), soit qu’ils soient opérés au nom de l’intérêt public (ex : défrichement pour plan de prévention des risques naturels prévisibles).
Certains bosquets isolés (formations forestières dont la superficie est inférieure au seuil départemental précité) peuvent être également défrichés sans autorisation.
Il en va de même des parcs ou jardins clos attenant à une habitation principale et d’une superficie inférieure à 10 ha.

### Demande et autorisation
Le demandeur de l'autorisation de défrichement doit déposer une demande et certaines pièces sur un imprimé CERFA. Sa demande fait l’objet d’une instruction, et l’absence de réponse dans le délai de deux mois vaut autorisation de défrichement. Ce principe de l’autorisation tacite est à l’origine de certains défrichements pour lesquels l’administration n’a pas montré diligence. Toutefois en forêt appartenant aux collectivités, une autorisation expresse et spéciale est requise.
L’autorisation a une durée de cinq ans.
Depuis le 16 octobre 2014, lorsqu'elle est délivrée, l'autorisation est obligatoirement subordonnée à condition.
À noter que dans les EBC significatifs (article L.146-6 du Code de l'urbanisme), le défrichement est interdit, même si une autorisation a été prélablement donnée.

### Refus
L’autorisation peut être refusée pour une gamme de motifs qui n’a cessé de croître depuis l’origine. Un seul motif suffit, et ceux qui ont pris de l’ampleur sont le bien-être de la population et l’équilibre biologique. Face à un refus, le demandeur peut saisir les juridictions administratives, le Conseil d’État exerçant un contrôle approfondi.
Cette législation est garantie par plusieurs sanctions pénales (ex : amende, publication du jugement), des sanctions administratives (ex : rétablissement des lieux en état), et la possibilité de faire interrompre les travaux de défrichement.
Le contentieux du défrichement est relativement abondant, échoit au juge administratif, lequel est souvent saisi au référé, c’est-à-dire en urgence. On doit reconnaître que ce juge est et généralement très compréhensif de l’urgence qu’il y a à suspendre un défrichement, les coupes ayant toujours un caractère irréversible à long terme.